# Sugabala
Sugabala, född okänt år, död 1327, var en kinesisk kejsarinna, gift med Shidebala khan. 
Hon var kejsarinna endast två år. Hon fick inga barn. 